# Erdbeben von Neulengbach 1590

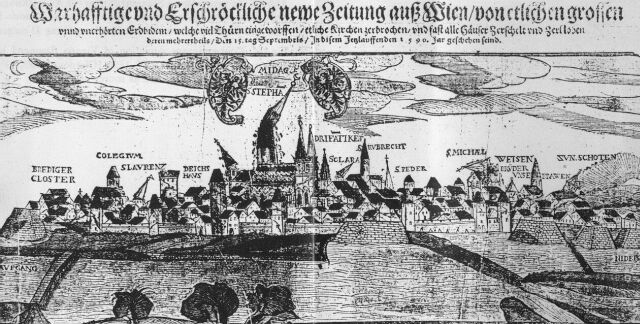
Zeitgenössische Flugschrift über die Auswirkung des Erdbebens in Wien und Niederösterreich

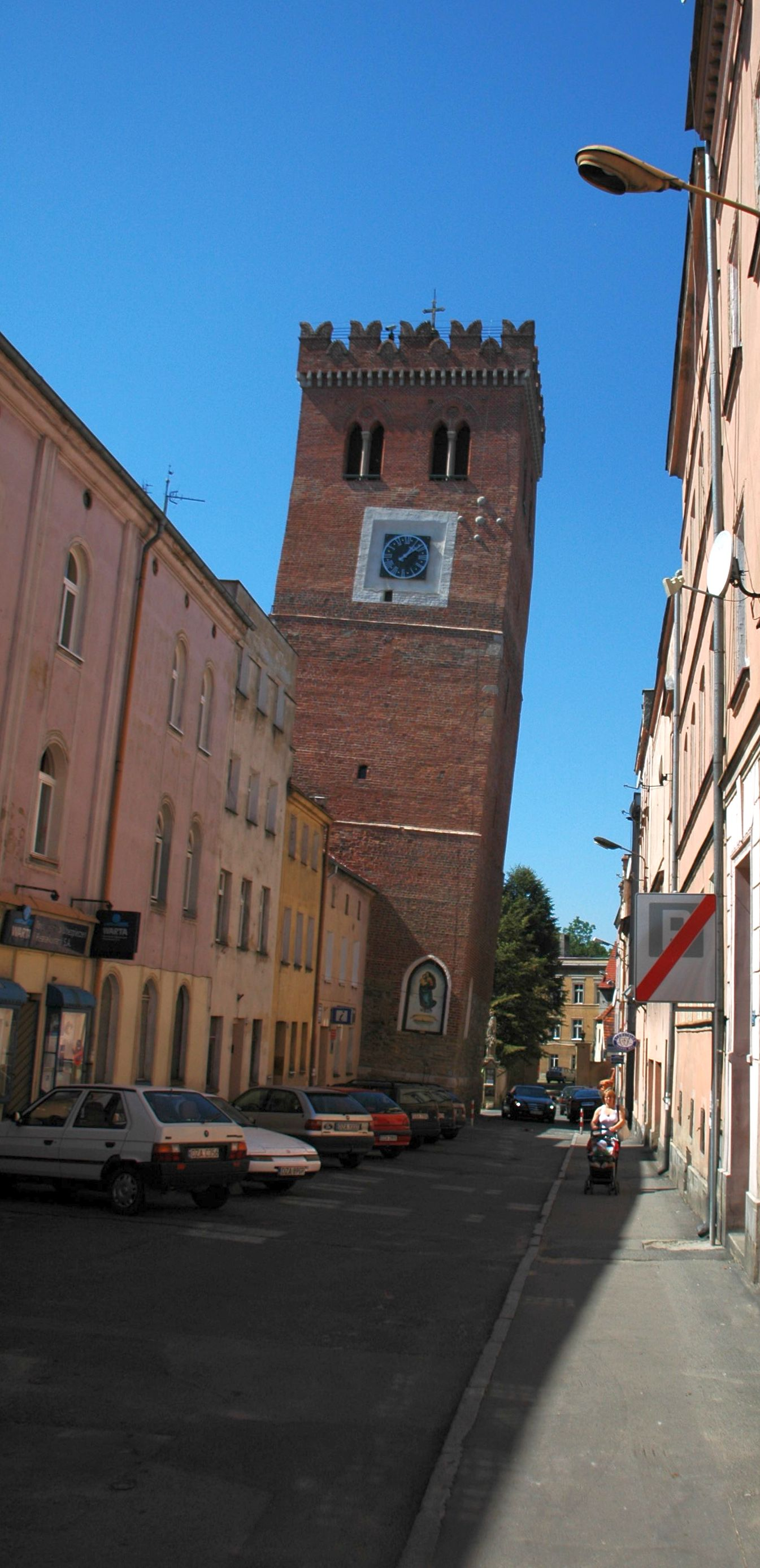
Schiefer Turm von Frankenstein

Am 15. September 1590 bebte um 18 Uhr und kurz vor Mitternacht im Raum Tullnerfeld, westlich von Wien, die Erde. Es handelte sich um das schwerste bekannte Erdbeben, das Wien und Niederösterreich jemals erlitten haben. Vor 2000 wurde das Beben aufgrund des vermuteten Epizentrums als Erdbeben von Neulengbach bezeichnet. Die moderne Forschung nennt es zutreffender das Beben von Ried am Riederberg oder Erdbeben im Tullnerfeld. Es erreichte eine Epizentralintensität von 9 Grad EMS-98.
Die Magnitude des Bebens wird auf Stärke 6,0 laut Richterskala geschätzt, die Katastrophe kündigte sich schon im Vorfeld mit leichten Vorbeben an. Berichten zufolge war es auch noch von Sachsen bis nach Siebenbürgen spürbar, im knapp 300 km entfernten schlesischen Frankenstein (heute: Ząbkowice Śląskie, Polen) neigte sich ein Glockenturm, heute bekannt als der Schiefe Turm von Frankenstein.
Dieses Erdbeben war relevant für zahlreiche Diskussionen rund um den Bau des Kernkraftwerkes Zwentendorf, das in der Nähe liegt, und wurde daher näher untersucht.

## Schäden
Schwere Schäden und Todesopfer wurden aus etwa 50 km Umkreis gemeldet:
- In Wien richtete das Erdbeben starke Schäden an und zog die meisten bekannten Bauwerke in Mitleidenschaft. Es stürzten die Türme der Michaelerkirche und der Schottenkirche zum Teil ein und beschädigten die Kirchendächer. Aus der Rotenthurmstraße, nahe dem Griechenbeisl, wird berichtet „... Daß das Gasthauß bey der gülden Sonnen eingangen/ die Wirtin/ vnd jre Schwester/ sampt sieben Oberlendischen Kaufleuten verschütt/ die man also todt gefunden“.
- Eine Quelle berichtet, dass das Beben in Zwentendorf „… die khürchen dermassen zerschmettert und zerlittert, das man nit darein darf …“
- Viele Burgen wie Rappoltenkirchen, Unterthurm und Tulbing wurden stark beschädigt oder zerstört.
- Aus der Kartause Mauerbach wird überliefert, dass die Gewölbe und der Dachreiter einstürzten, ebenso große Teile der Klosterbauten und die Umfassungsmauer.